# Laroque-des-Albères
Laroque-des-Albères (tiếng Catalunya: La Roca d'Albera) là một xã trong tỉnh Pyrénées-Orientales, vùng Occitanie phía nam nước Pháp. Xã Laroque-des-Albères nằm ở khu vực có độ cao trung bình 110 mét trên mực nước biển.
It is part of the Roussillon comarca. The town lays in the foothills of the Pyrénées mountains.

## Main sights
- The castle (12th century), one of the finest examples of incastellamento in the area.